# Jean-Baptiste de Junquières
Jean-Baptiste de Junquières, né à Paris le 6 avril 1713 et mort le 23 août 1786 à Senlis, est un poète burlesque français. Il était lieutenant de la capitainerie des chasses de Senlis et sera maire de cette ville de 1768 à 1771. 

## Œuvres
- Épître de Grisbourdon à Voltaire, 1756.
- L'Élève de Minerve ou le Télémaque travesti, 1759.
- Caquet-Bonbec, la poule à ma tante. Poème badin, 1763, réédité par l'Imprimerie royale en 1785 avec des gravures d'Emmanuel De Ghendt, Yves-Marie Le Gouaz et Nicolas Ponce d'après Clément-Pierre Marillier.

En 1915, un manuscrit resté inédit conservé au Musée Condé (château de Chantilly) est publié sous le titre : Les Junquières : une famille senlisienne : manuscrit du musée Condé par le Comité archéologique de Senlis (édition scientifique de Gustave Macon) ; c'est le journal de famille de Jean-Baptiste de Junquières et de son fils Amable-Louis (1747-1821) .